# 鸫唐纳雀
，是雀形目鸫唐纳雀科的唯一一种一种鸟类。
鸫唐纳雀体重约48克，翼长约81.2毫米，嘴峰长约23.1毫米，喙宽度约4.4毫米，喙厚度约5.8毫米，跗蹠长约26.2毫米，尾长约78.8毫米。鸫唐纳雀在其分布区内为留鸟，其栖息在密集的灌木丛中，食性为草食性。

## 亚种
- ：分布于墨西哥热带地区的太平洋海岸，自锡那罗亚州至米却肯州。
- ：分布于哥斯达黎加西南部至巴拿马西部。
- ：分布于哥伦比亚中部东安第斯山脉的西侧。
- ：分布于哥伦比亚/委内瑞拉边境的佩里哈山脉。
- ：分布于委内瑞拉西北部。[4]